# Мамедалиева, Гюльтадж Маис кызы
Гюльтадж Маис кызы Мамедалиева (азерб. Gültac Mais qızı Məmmədəliyeva; род. 20 сентября 1999, Сумгаит) — азербайджанская дзюдоистка, член сборной Азербайджана по дзюдо, двукратная призёрка турнира Большого шлема (2023), трёхкратная призёрка Гран-при (2023), бронзовая призёрка V Игр исламской солидарности в командном турнире, чемпионка Азербайджана (2018), участница летних Олимпийских игр 2024 в Париже. Личный тренер — Заур Раджабли.

## Биография
Гюльтадж Мамедалиева родилась 20 сентября 1999 года в городе Сумгаит. До прихода в профессиональное дзюдо профессионально занимались футболом, выступала в различных сборных Азербайджана — U-15, U-17, U-19 и U-21. Играла за футбольный клуб «Сумгаит».
На юниорском чемпионате Европы 2017 года в Мариборе Мамедалиева завоевала бронзовую медаль. В ноябре 2018 года выиграла чемпионат Азербайджана среди взрослых. В апреле 2019 года завоевала бронзовую медаль на Гран-при в Анталье. В июне этого же года стала победительницей турнира European Open в Клуж-Напоке. В ноябре 2019 года завоевала серебряную медаль на турнире African Open в Яунде.
В 2020 году в Порече Мамедалиева завоевала серебро на чемпионате Европы среди девушек до 23 лет. В марте в 2023 года она завоевала бронзовую медаль на турнире Большого шлема в Тбилиси. В мае этого же года стала бронзовой призёркой Гран-при в Линце, а в июне — серебряной призёркой Гран-при в Душанбе в 2023 году. Также в июне 2023 года Мамедалиева завоевала бронзовую медаль на турнире Большого шлема в Астане, выиграв схватку за третье место у Амбер Рихейль из Бельгии.
В июле Мамедалиева заняла пятое место на летней Всемирной Универсиаде в Чэнду, на открытии которой была одним из знаменосцев сборной Азербайджана. Начала она турнир с победы над итальянской спортсменкой, но в четвертьфинале проиграла дзюдоистке из Узбекистана. В утешительном блоке она одолела спортсменку из Франции, но в схватке за бронзу уступила дзюдоистке из Германии Аннике Вурфель.
В ноябре этого года на чемпионате Европы в Монпелье Мамедалиевой удалось дойти до четвертьфинала, где она уступила олимпийской чемпионке Дистрие Красничи из Косово. В утешительной же схватке она проиграла венгерке Реке Папп, завершив турнир на седьмом месте.
На Кубке Европы по дзюдо в Сараево (Босния и Герцеговина), прошедшем с 31 мая по 1 июня 2025 года, завоевала золотую медаль.